# Kocierz
Kocierz [ˈkɔt͡ɕeʂ] (tiếng Đức: Kutzer) là một ngôi làng thuộc khu hành chính của Gmina Płoty, thuộc quận Gryfice, West Pomeranian Voivodeship, ở phía tây bắc Ba Lan.
Nó nằm khoảng 5 kilômét (3 mi) phía bắc Płoty, 10 km (6 mi) phía đông nam Gryfice và 67 km (42 mi) về phía đông bắc của thủ đô khu vực Szczecin.